# Veeraphol Sahaprom

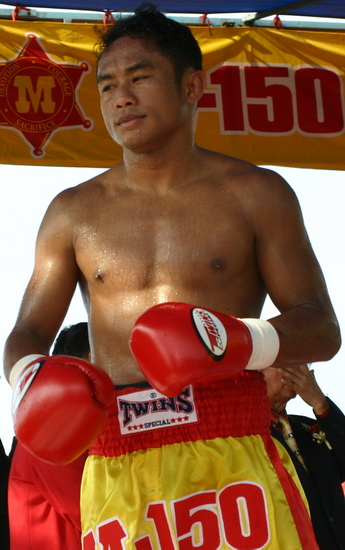
Veeraphol Sahaprom (2006)

Veeraphol Sahaprom (thailändisch วีระพล สหพรหม, RTGS Wiraphon Sahaphrom, auch: Wiraphon Nakhonluangpromochan – วีระพล นครหลวงโปรโมชั่น, richtiger Name: Thiraphon Samranklang – ธีระพล สำราญกลาง; * 16. November 1968 im Landkreis Kaeng Khoi der Provinz Saraburi, Zentral-Thailand) ist ein ehemaliger thailändischer Boxer im Bantamgewicht.

## Profikarriere
Veeraphol begann im Jahre 1994 erfolgreich seine Profikarriere. Am 17. September 1995, bereits in seinem 4. Kampf, boxte er gegen Daorung Chuwatana um den Weltmeistertitel des Verbandes WBA und siegte durch geteilte Punktrichterentscheidung. Allerdings verlor er diesen Gürtel bereits in seiner ersten Titelverteidigung im Januar des darauffolgenden desselben Jahres an Nana Yaw Konadu durch technischen Knockout.
Zudem wurde er Ende Dezember 1998 WBC-Weltmeister, als er Jōichirō Tatsuyoshi in der 6. Runde k. o. schlug. Diesen Gürtel verteidigte er stolze 14 Mal und verlor ihn am 16. April 2005 gegen Hozumi Hasegawa durch einstimmigen Beschluss.
Im Jahre 2010 beendete er seine Karriere.